# Neobisium cephalonicum
Neobisium cephalonicum är en spindeldjursart som först beskrevs av Daday 1888.  Neobisium cephalonicum ingår i släktet Neobisium och familjen helplåtklokrypare. Inga underarter finns listade i Catalogue of Life.